# 高尔夫 (佛罗里达州)
高尔夫（英語：Golf），是美国佛罗里达州下属的一座乡村。建立于1957年。面积约 为2.2平方公里（约合0.8平方英里）。根据2010年美国人口普查，该市有人口252人。论人口在本州排行第392。